# Friedrich Staps
Friedrich Staps, o anche Stapß  (Naumburg, 14 marzo 1792 – Vienna, 17 ottobre 1809), fu un giovane tedesco, che tentò di uccidere Napoleone Bonaparte a Vienna nel 1809. L'attentato venne sventato e Staps venne fucilato pochi giorni dopo.

## Biografia
Figlio di un pastore luterano di Naumbourg, Friedrich Staps era un apprendista mercante di tessuti. Inizialmente ammiratore di Napoleone Bonaparte, che aveva visto a Erfurt nel 1808, giunse progressivamente alla convinzione che l'imperatore francese fosse il nemico della pace e un ostacolo alla formazione di una nazione tedesca, e che solo la sua morte era l'unico modo che avrebbe potuto porre fine alle guerre che insanguinavano l'Europa. Nel 1809, anno segnato dal tentativo insurrezionale del maggiore Ferdinand von Schill in Vestfalia e dall'insurrezione tirolese, condotta da Andreas Hofer, decise di commettere un tirannicidio.
Nel settembre 1809, scrisse una lettera ai genitori con la quale esprimeva le proprie intenzioni: Miei cari genitori, devo, sì io devo partire per terminare ciò che Dio mi ha ordinato. Io parto per salvare migliaia di uomini dall'abisso della morte e infine morire io stesso.

### Tentativo e arresto
Giunse il 2 ottobre a Vienna, ove l'imperatore dimorava dopo la firma dell'armistizio di Znaim, avvenuta a metà luglio. Due giorni dopo, si trovò per la prima volta dinnanzi alle cancellate del castello di Schönbrunn.
Il 12 ottobre, mentre l'imperatore sfilava nella corte del castello, avanzò verso di lui, fingendo di volergli porgere una petizione, ma fu immediatamente intercettato dal maresciallo Berthier. Quando gli fu chiesto quale fosse la sua richiesta, rispose di voler parlare solo a Napoleone. L'atteggiamento deciso del giovane destò i sospetti di Berthier, e soprattutto quelli di Rapp, che lo fece subito arrestare da un ufficiale della gendarmeria prima di farlo condurre al castello. Nella sua redingote vennero rinvenuti un coltello da cucina e il ritratto di una giovane donna.

### Interrogatorio ed esecuzione

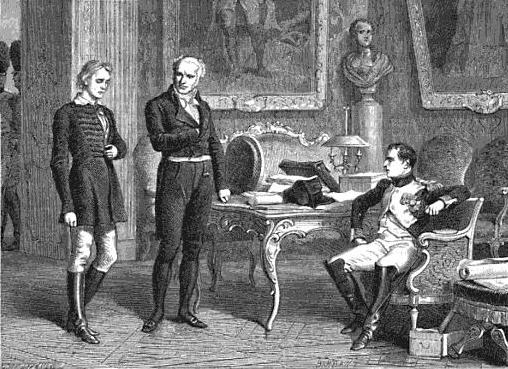
Dopo l'arresto del giovanotto, Napoleone interroga Staps (a sinistra) in presenza di Corvisart.

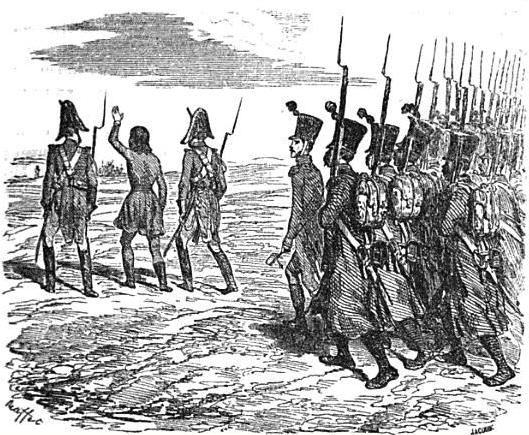
Staps condotto al plotone d'esecuzione, incisione di Raffet.

Interrogato dal generale Rapp, che conosceva la lingua tedesca, rivelò subito le sue intenzioni, ma non volle spiegarne i motivi che a Napoleone in persona. Quest'ultimo, incuriosito, lo fece entrare nel suo studio, ove stava lavorando con il suo ministro degli affari esteri Champagny. Con Rapp che fungeva da interprete, l'imperatore lo interrogò, e il ragazzo spiegò le proprie intenzioni accusando l'imperatore di volere la rovina della Germania e dei tedeschi. Stupefatto dalla calma determinazione del giovane nemico, Napoleone lo prese per un pazzo o un visionario e lo fece visitare dal suo medico personale, Corvisart, che tuttavia ne confermò il buono stato di salute dopo averne tastato il polso. Dopo aver tentato di fargli comprendere il dolore che una sua esecuzione avrebbe provocato ai suoi parenti prossimi, Napoleone gli disse che avrebbe anche potuto perdonarlo e graziarlo. Ma si rifiutò di chiedergli il perdono per un atto che lui considerava dovuto, affermando di non rimpiangere altro che lo scacco subito nel tentativo e di essere intenzionato a riprovarci ancora, nel caso fosse stato graziato.
Lo stesso giorno, Napoleone scrisse a Fouché, ministro della polizia, affinché si accertasse che il fatto non venisse divulgato o, in caso di fuga, che si facesse passare Staps per pazzo.
Sospettando, malgrado tutto, un complotto ordito dalla Prussia o dalla Sassonia-Weimar, Napoleone chiese al generale Lauer di sottoporlo a un ulteriore interrogatorio e fece indagare il proprio agente segreto Schulmeister, il quale tuttavia confermò che aveva agito di sua iniziativa e da solo.
Rifiutando ogni cibo, fu sottoposto al giudizio di una commissione militare il 15 ottobre, condannato a morte e fucilato l'indomani da un plotone di esecuzione. Morì gridando: Viva la libertà! Viva la Germania! Morte al suo tiranno!

## Conseguenze del tentativo
Il tentativo di Staps fu uno shock per Napoleone, che si affrettò a concludere il trattato di Schönbrunn. Avendo compreso che avrebbe potuto morire anche al di fuori dei campi di battaglia, senza eredi, decise di ripudiare Giuseppina di Beauharnais, che non poteva dargli figli. Secondo lo storico Jean Tulard, "...il pugnale di Staps aveva mancato Napoleone, ma colpito Giuseppina".

## Memorie
Divenne, per la gioventù nazionalista tedesca, l'eroe dell'unità nazionale allo stesso titolo di Karl Ludwig Sand e fu definito il Muzio Scevola di Schönbrunn dal giovane poeta tedesco Ernst Münch nel 1818.
Questo ruolo simbolico, iniziato dalle Burschenschaft studentesche, si accentuò a partire dagli anni 1840.
Alexandre Dumas e Paul Meurice fecero di lui uno degli eroi di un romanzo storico, Le capitaine Richard, apparso nel 1854. In quest'opera, il suo gesto viene motivato dalla violenza carnale subita dalla sua innamorata, Margueritte Stiller, da parte di un soldato francese, e dalla sua appartenenza a una società segreta, l'Unione della Virtù. Quest'ultima, chiamata Tugendbund, è effettivamente esistita e aveva tra i suoi adepti il maggiore von Schill, autore di una rivolta anti-francese.